# Louis Léopold Robert

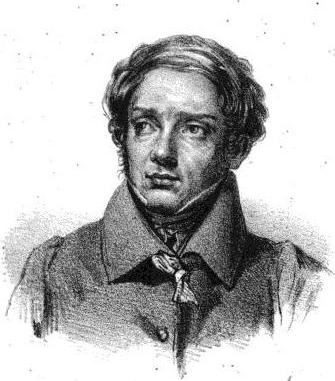
Léopold Robert.

Louis Léopold Robert, född den 13 maj 1794 i trakten av Neuchâtel, död den 20 mars 1835 i Venedig, var en schweizisk målare.
Robert följde sin lärare Girardet till Paris 1810, studerade koppargravyr och blev därjämte lärjunge till David, reste till Rom 1818 och ägnade sig sedan uteslutande åt måleri. Till en början målade han ruiner och kyrkor samt småtavlor med pittoreska typer kampagnaflickor, bönder, rövare, exempelvis Sovande rövare (Berlins nationalgalleri), Bondkvinna med sitt barn (Nya pinakoteket i München) och En ung grek vässar sin dolk. Till denna tid hör även Kyrkan San Paolo fuori le mura efter branden 1823 (i Thorvaldsens museum, Köpenhamn). 
Sistnämnda år vann han stor framgång i Paris med den neapolitanska genremålningen Improvisatören (tavlan, som förstördes under revolutionen 1848, är känd genom avbildningar i gravyr och litografi). Därefter följde Pilgrimernas återkomst från Madonna dell'Arco (1827) och Skördefolk vid Pontinska träsken (1830, båda i Louvren, en något ändrad replik av den sistnämnda i Raczynskiska galleriet i Posen - de skulle enligt konstnärens mening symbolisera italiensk vår och sommar och följas av två skildringar av höst och vinter). Efter ett besök i Paris 1831 begav sig Robert till Venedig, där han 1834 målade Fiskarenas avfärd. Hopplös kärlek till prinsessan Charlotte Bonaparte medförde missmod och livsleda och drev honom till självmord. 
Georg Nordensvan skriver i Nordisk Familjebok: "Hans konstart hade vunnit ofantlig popularitet, hans italienska bönder och kvinnor i idealiserad skönhet, i utstuderadt statuariska ställningar och i plastiskt komponerad gruppering väckte en förtjusning, som ej lät sig störas af det konstlade, teatraliska i uppfattningen och af det hårda, torra och omåleriska framställningssättet. Hans målningar spredos i gravyr, och han fick många efterföljare af olika nationer. Nu har hans stjärna längesedan bleknat." Léopold Robert är representerad vid bland annat Nationalmuseum